# Paradromius scholzi
Paradromius scholzi es una especie de escarabajo de la familia Carabidae.

## Distribución geográfica
Es endémica de Fuerteventura, en las islas Canarias (España).